# Polymorphidae
Famille
Les Polymorphidae sont une famille d'acanthocéphales. Les acanthocéphales sont des vers à tête épineuse, c'est-à-dire de petits animaux vermiformesés. Ils sont parasites de vertébrés et sont caractérisés par un proboscis rétractable portant des épines courbées en arrière qui leur permet de s'accrocher à la paroi intestinale de leurs hôtes.

## Liste des genres
- Andracantha Schmidt, 1975
- Arhythmorhynchus
- Bolbosoma Porta, 1908
- Corynosoma Luehe, 1904
- Diplospinifer Fukui, 1929
- Filicollis Luehe, 1911
- Hexaglandula Petrochenko, 1950

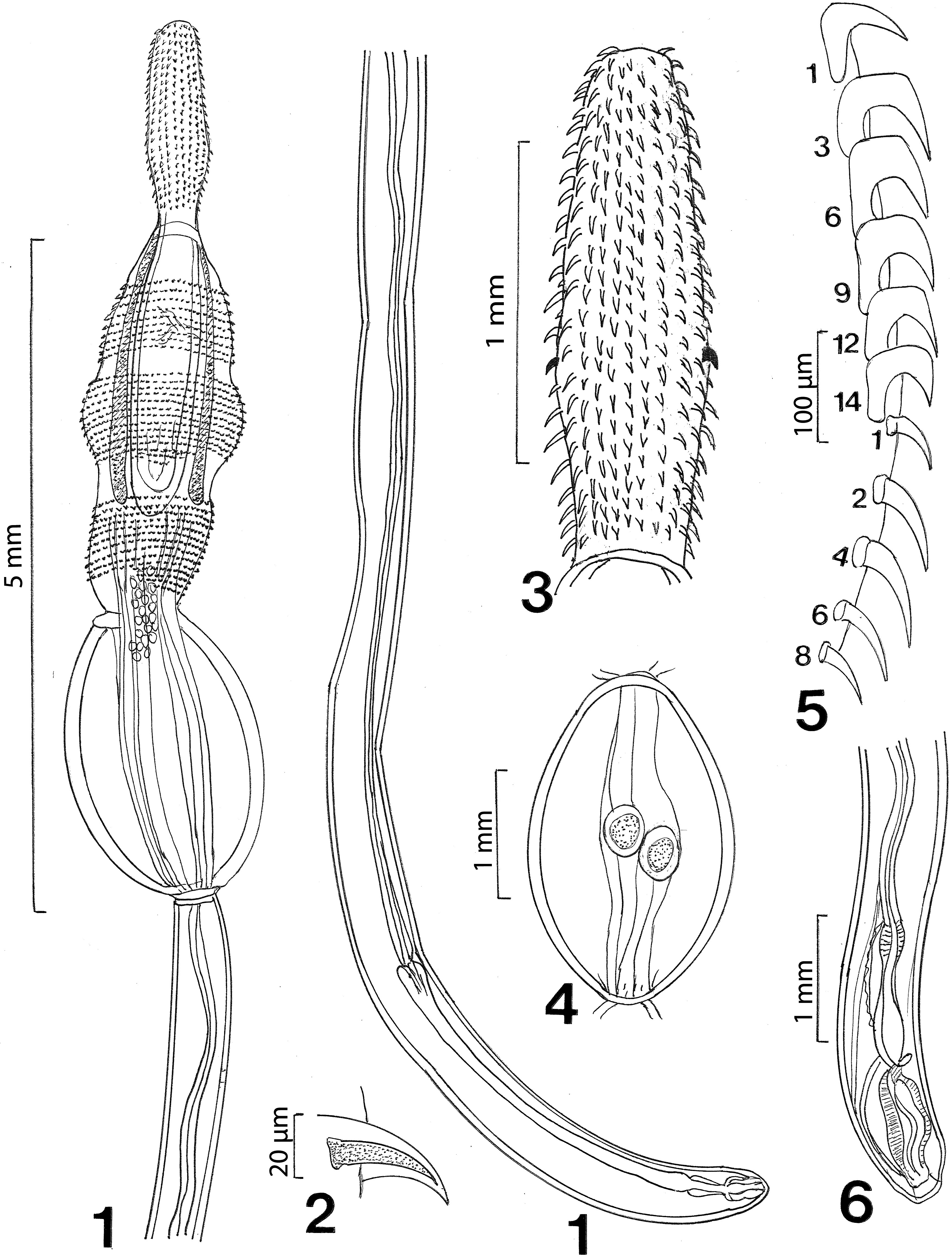
Neoandracantha peruensis

- Neoandracantha peruensis Amin & Heckmann, 2017 [1]
- Polymorphus Lühe, 1911
- Profilicollis Meyer, 1931
- Southwellina Witenberg, 1932